# Myrina kacheleba
Myrina kacheleba är en fjärilsart som beskrevs av D'abrera 1980. Myrina kacheleba ingår i släktet Myrina och familjen juvelvingar. Inga underarter finns listade i Catalogue of Life.